# NGC 5408
NGC 5408 ist eine irreguläre Zwerggalaxie vom Hubble-Typ IBm im Sternbild Zentaur am Südsternhimmel, die etwa 16 Millionen Lichtjahre von der Milchstraße entfernt ist. Innerhalb des Objekts befindet sich die sehr leuchtkräftige Röntgenquelle NGC 5408 X-1, ein Schwarzes Loch mit der 2.000-fachen Masse unserer Sonne.
Gemeinsam mit sieben weiteren Galaxien bildet sie die NGC-5128-Gruppe (LGG 344).
Das Objekt wurde am 5. Juni 1834 von dem britischen Astronomen John Herschel entdeckt.